# Pfarrkirche Grainbrunn

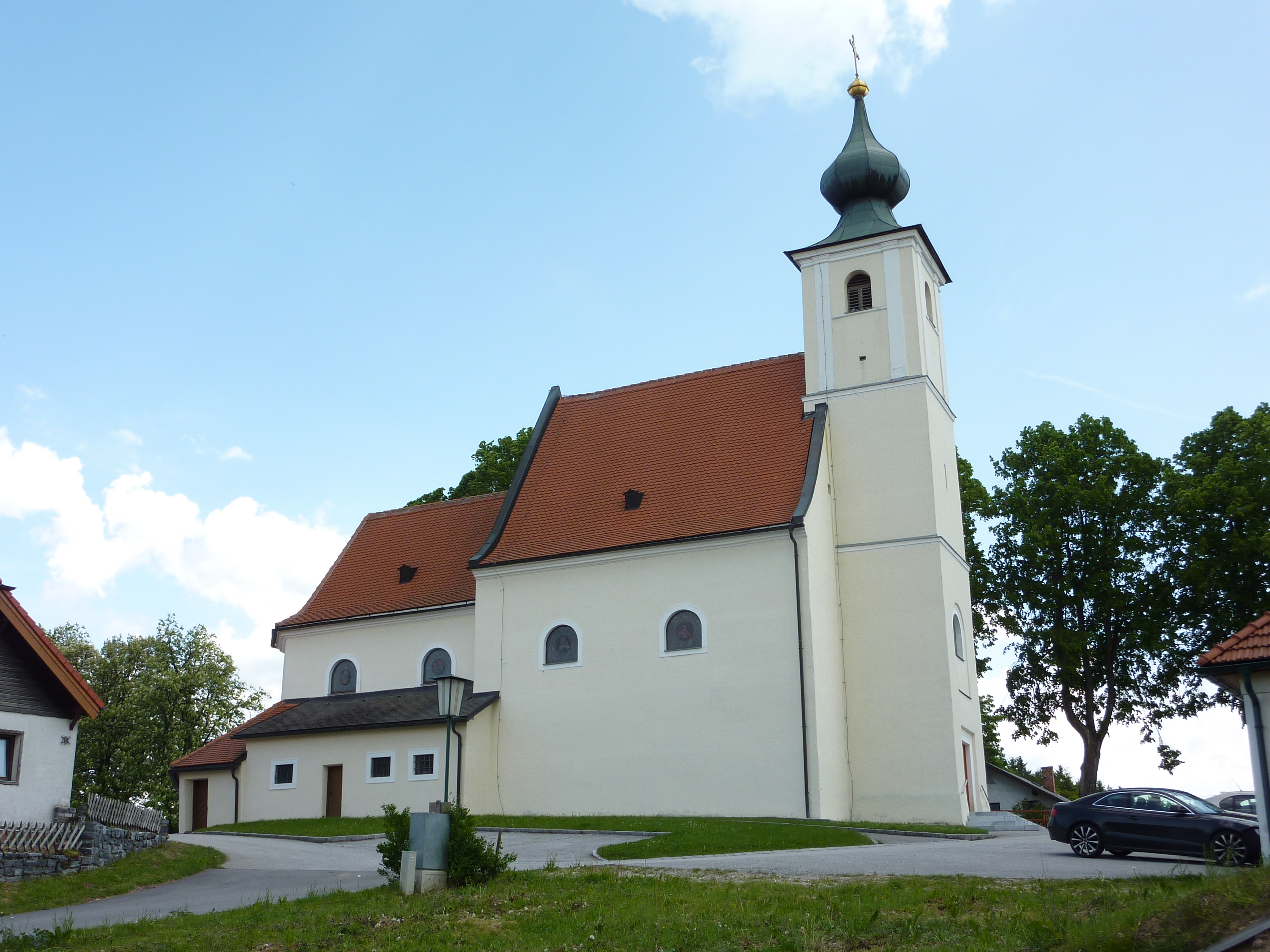
Katholische Pfarrkirche Mariä Himmelfahrt in Grainbrunn

Die römisch-katholische Pfarrkirche Grainbrunn steht im Norden des Ortes Grainbrunn in der Marktgemeinde Sallingberg im Bezirk Zwettl in Niederösterreich. Die dem Fest Mariä Himmelfahrt geweihte Pfarr- und Wallfahrtskirche gehört zum Dekanat Zwettl der Diözese St. Pölten. Die Kirche steht unter Denkmalschutz.

## Geschichte
1544 war der Ort urkundlich eine Filiale der Pfarre Großreinprechts. Der Ort wurde 1674 erstmals als Wallfahrtsort genannt. 1694 wurde eine Einsiedelei gegründet. Die Kirche wurde von 1694 bis 1696 mit Bartholomäus Hochhaltinger erbaut. 1783 wurde die Kirche zur Pfarrkirche erhoben. Der Turm wurde 1846 mit Leopold Pichler errichtet. 1898 und 1929 waren Renovierungen.

## Architektur
An das kurze beinahe quadratische Langhaus schließt ein eingezogener niedriger Chor mit einem Dreiseitschluss an. Um den Chor wurde ein niedriger geschlossener Umgang unter einem Pultdach errichtet. Im Norden des Chores ist weiters der Sakristeianbau. Der schlanke vorgebaute Westturm ist dreigeschoßig mit rundbogigen Schallfenstern und trägt einen Zwiebelhelm.

## Ausstattung
Der barocke Hochaltar um 1700 hat einen Säulenaufbau mit gesprengtem Giebel mit einem Aufsatz und Opfergangsportale.